# Joža Lavrič
Joža Lavrič, slovenski pesnik in kipar, * 3. marec 1799, Šegova vas, † 5. marec 1870, Šegova vas.
Joža Lavrič se je izuril za kiparja in rezbarja; predeloval je svetniške kipe, stružil suho robo in pohištvo. Deloval je tudi kot šolski učitelj v Tabru. Hkrati je bil orglar, učil je petje in za praznike zlagal prigodnice. Njegovo rokopisno pesmarico je njegov vnuk podaril NUK v Ljubljani. Med Potočani in po celotni Ribniški dolini je najbolj znana žalostinka, ki jo je napisal ob sinovi smrti in jo je uglasbil slovenski skladatelj Luka Kramolc.